# Kevin Leybaert
Kevin Leybaert (Dendermonde) is een Belgische beeldhouwer, schilder en decor-, podium- en reuzenbouwer.
Leybaert is vooral bekend als bouwer en restaurateur van reuzen. Als decorbouwer werkte hij onder andere aan de praalwagens voor de Ros Beiaardommegang en Katuit. Samen met Bram Buytaert maakte hij voor de stad Dendermonde onder meer vlinders voor de Vlinderroute en paardenkoppen voor het streetart-project Paardenkracht.

## Reuzen
Selectie van reuzen die door Kevin Leybaert gedeeltelijk of geheel werden gebouwd, gerestaureerd of hersteld.
- Baliolis (Denderbelle)[6]
- Eli De Rijcke (Gent)[7]
- Den Bult (Grembergen)[8]
- Georges De Neve (Denderleeuw)[9][10]
- Kaartkoning (Dendermonde)
- Miele (Zottegem)
- Pierre Vertongen (Oudegem)
- Pierre Vliegen (Herk-de-Stad)[11][12]
- Reus Jonny (Dendermonde)
- Reus Staf (Sint-Gillis)[13][14]
- Peird van Appels (Appels)[15]
- Theo Cool (Oudegem)